# Jati (Jaten)
Jati is een bestuurslaag in het regentschap Karanganyar van de provincie Midden-Java, Indonesië. Jati telt 6692 inwoners (volkstelling 2010).